# عبد القادر إبراهيم علي
الشيخ عبد القادر إبراهيم علي (ولد بين سنتي 1923 أو1924 – 21 مايو 2014) كان قاضي بغداد الأول

## النشأة والدراسة
ترعرع وأكمل دراسته الابتدائية في قضاء أبي الخصيب من أقضية محافظة البصرة بجنوب العراق سنة 1936، انتقل بعدها إلى مدينة الاعظمية في بغداد لدراسته المتوسطة التي أتمها سنة 1938 ، ثم انتسب إلى دار العلوم العربية والدينية في الاعظمية ليتخرج التي تخرج سنة 1941، دخل كلية الشريعة في بغداد وتخرج منها سنة 1956 أعقبها انتسابه إلى كلية الحقوق بالجامعة المستنصرية التي تخرج فيها سنة 1963. توفي في بغداد يوم 21 مايو 2014.

## أعماله
- عين قاضيا في الموصل سنة 1958، ثم نقل إلى بغداد قاضيا سنة 1964 ليصبح بعدها القاضي الأول في المحكمة الشرعية في بغداد لسنين عديدة وقد كان هو آخر القضاة فيها ولذا كان يعرف بين الناس بقاضي بغداد الأول وعرفه العراقيون بهذا اللقب عندما كانوا يشاهدونه من على شاشة التلفزيون العراقي في أوقات عرض إثبات رؤية هلالي رمضان وشوال والذي كان يستقل به آنذاك إلى عام 1993 حينما شكلت هيئة الرؤية من قاضيين وعالمين من كبار العلماء وفلكي، برئاسة وزير الأوقاف.
- لسنين عديدة كان أحد قضاة محكمة التمييز العراقية سابقا
- اختير رئيسا للمجلس العلمي في وزارة الأوقاف سابقا
- اسند اليه تدريس المرافعات المدنية في كلية الإمام الأعظم وتدريس الأحوال الشخصية والمرافعات الشرعية في المعهد القضائي التابع لوزارة العدل العراقية
- عمل محاضراً في كلية الحقوق جامعة النهرين

## مؤلفاته
له عدد من المؤلفات والبحوث العلمية والأدبية منها
- تفسير آيات الأحكام من القرآن الكريم المتعلقة بعمل القضاء
- وجيز الأحوال الشخصية في القانون العراقي والشريعة – بالمشاركة مع احمد محمود عبد دعيبل
- خلاصة محاضرات في شرح قانون الأحوال الشخصية العراقي رقم 188 لسنة 1959 وتعديلاته ألقيت على طلاب المعهد القضائي، 2006.